# 尤爾基
49°22′49″N 33°45′36″E / 49.38028°N 33.76000°E
尤爾基（烏克蘭語：Юрки），是烏克蘭中部的村莊，隸屬波爾塔瓦州的克雷門丘克區。該村分別距離霍里什基1.5公里和下馬努伊利夫卡2公里，海拔高度73米，2001年人口239。